# Les mouettes volent bas
Pour plus de détails, voir Fiche technique et Distribution.
Les mouettes volent bas (I gabbiani volano basso) est un film italien réalisé par Giorgio Cristallini, sorti en 1978.

## Synopsis
Deux industriels italiens, Roberto Micheli et Giorgio Calvi, commanditent le meurtre de l’un de leur associé, Mauro Martini. Des hommes de main escortent le tueur, un ancien déserteur de la guerre du Vietnam, jusqu’au bureau de la cible. Son contrat exécuté, celui-ci se remémore dans quelles conditions il a été amené à commettre ce crime.

## Fiche technique
Sauf indication contraire, les informations mentionnées dans cette section peuvent être confirmées par la base de données cinématographiques IMDb,  présente dans la section « Liens externes ».
- Titre : Les mouettes volent bas[2]
- Titre original : I gabbiani volano basso[3],[4]
- Réalisation : Giorgio Cristallini (sous le nom de « George Crystalline » ou « George Warner »)
- Scénario : Giorgio Cristallini, Odoardo Fiory
- Photographie : Gino Santini
- Musique : Roberto Pregadio, Paola-Carlo Cristallini
- Production : Zeta Film
- Pays de production :  Italie
- Langue originale : italien
- Format : Couleurs - Son mono - 35 mm
- Durée : 97 minutes
- Genre : Poliziottesco, drame et thriller
- Dates de sortie :
  - Italie : 11 janvier 1978
  - France : 30 janvier 1980[2]

## Distribution
- Maurizio Merli : Jeff Jacobson / Albert Morgan
- Nathalie Delon : Isabelle Michereau
- Mel Ferrer : Roberto Micheli
- Dagmar Lassander : Amparo
- Andrea Esterhazy : Giorgio Calvi
- Franco Garofalo (it) : Un tueur
- Stefania Spugnini (it) : La secrétaire de Mauro Martini
- Orlando Urdaneta : Le commissaire

## Production
Le tournage a commencé le 4 juillet 1977 entre Rome, Civitavecchia et dur l'île de Ponza dans le Latium. Les automobiles utilisées sont la Mercedes-Benz Type 123, conduite par le protagoniste et par les entrepreneurs, une Fiat 131 conduite par les tueurs et une Opel Ascona 1.2 conduite par le propriétaire de la boîte.